# Конвой «Голландія № 2»
Конвой «Голландія № 2» — японський конвой часів Другої світової війни, проведення якого відбувалось у листопаді 1943-го.
Пунктом призначення конвою став порт Голландія (наразі Джаяпура) на північному узбережжі Нової Гвінеї (за три з половиною сотні кілометрів на захід від головного японського гарнізону у Веваку), тоді як вихідним пунктом був Палау — важливий транспортний хаб на заході Каролінських островів.
До складу конвою увійшли транспорти «Асо-Мару», «Фукоку-Мару», «Кідзугава-Мару» (Kizugawa Maru), «Сінсей-Мару № 5» (Shinsei Maru No. 5) та «Рюва-Мару» (Ryuwa Maru), тоді як охорону забезпечували мисливці за підводними човнами CH-26 та CH-35 і на початковому етапі маршруту — мінний загороджувач «Ширатака».
1 листопада 1943-го конвой вийшов з порту. 3 листопада «Ширатака» відокремився та попрямував назад і тієї ж доби сталась аварія машини на «Фукоку-Мару», який у супроводі CH-35 був змушений також повернутись на Палау.
5 листопада інші кораблі загону прибули до Голліандії. Після розвантаження вони 6 листопада рушили, а вже наступної доби охорону конвою підсилив мисливець за підводними човнами CH-32.
Хоча поблизу Палау регулярно діяли американські підводні човни, а Голландія лежала в межах досяжності ворожої авіації, проте в підсумку конвой пройшов без втрат і 10 листопада досягнув Палау.